# Днепровский район (Киев)
Днепро́вский райо́н (укр. Дніпровський район) — район в городе Киеве, Украина, на левом берегу Днепра. Образован в 1969 году, плотность населения 4980,68 чел/кв км. Орган власти — Днепровский районный в г. Киеве совет, расположен по адресу: г. Киев, бульвар Труда, 1/1. Председатели: 1991—2006 — Шевчук А. С., 2006—2009 — Сотников А. Н., 2009—2010 — Мысовская О. Ю. Днепровский райсовет ликвидирован Киевским горсоветом в 2010 году. Официальный печатный орган Днепровского района — газета «Днепровские новости».

## История

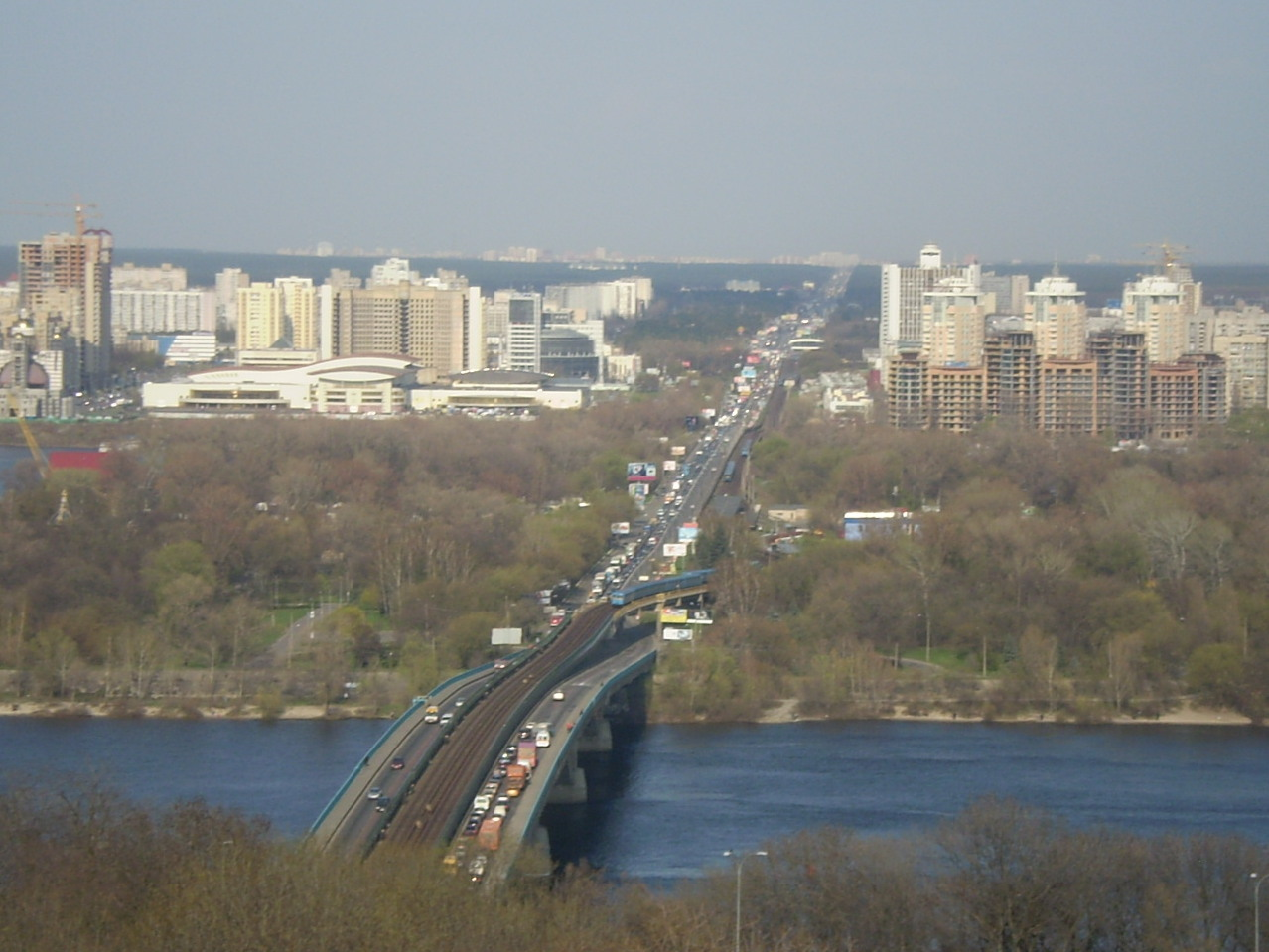
Вид на Днепровский район с правого берега

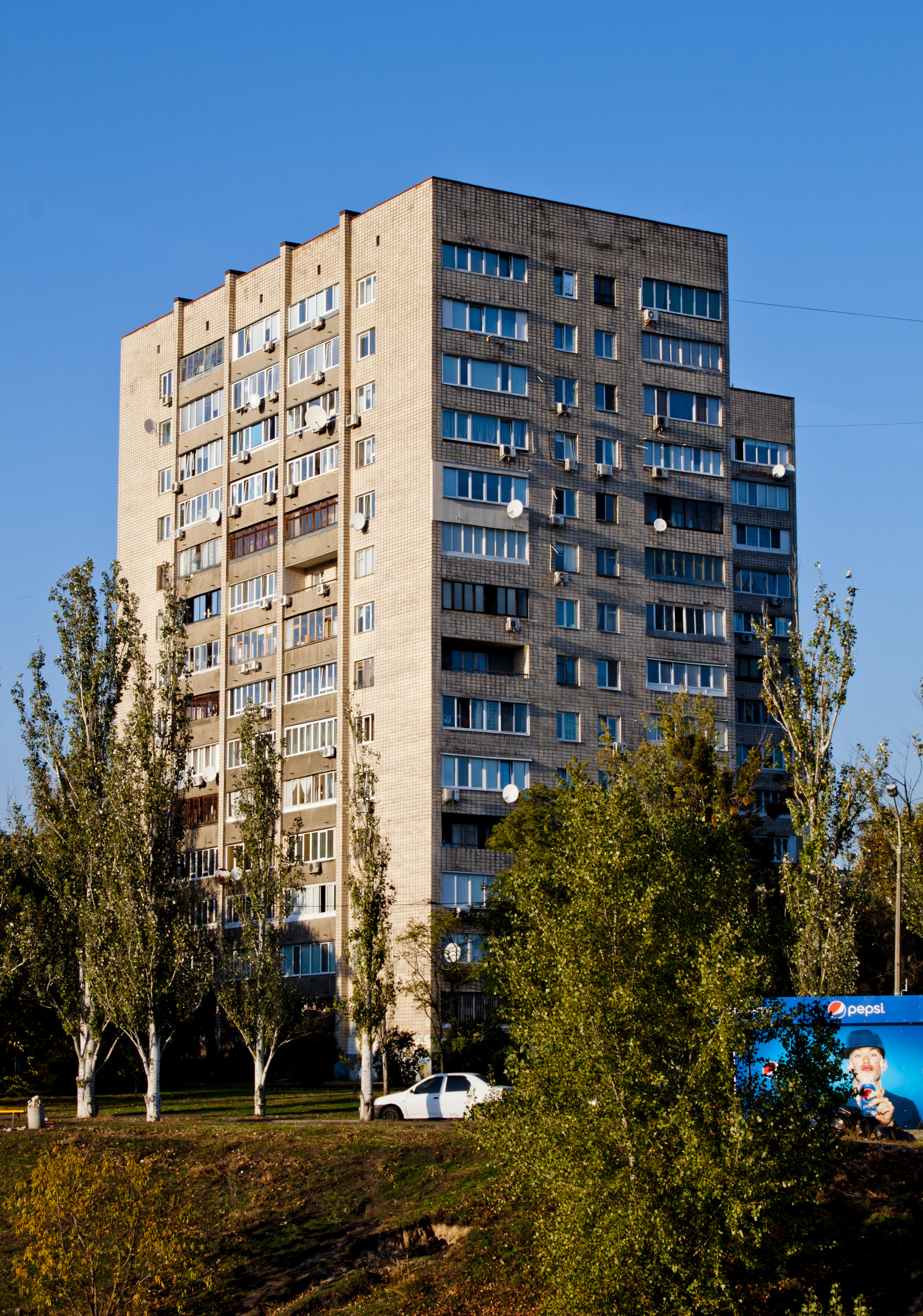
В этом доме жил Леонид Быков

Во времена Киевской Руси и Польско-Литовского государства на территории района были загородные земли киевских монастырей и слободки при них — Никольская и Воскресенская, а также сёла.
Позже эти древние земли входили в состав Броварской, потом — Никольско-Слободской волостей Остёрского уезда Черниговской губернии. В 1927 году территория перешла в подчинение Киевского горсовета, а в 1932 году — вошла в состав Петровского (Подольского) района Киева.
В 1935 году на базе земель посёлков Осокорки, Позняки, Быковня, Аварийного, хуторов Красного и имени Т. Шевченко, бывших слобод Никольской, Кухмистерская, Воскресенской и Предмостной был создан Дарницкий район.
Согласно Указу Президиума Верховного Совета УССР из состава Дарницкого района города 23 мая 1969 был выделен Днепровский район. В состав нового района отошли территории на север от Броварского проспекта. При изменении территории районов, произошедшем в связи с образованием в 1988 году Ватутинского и Харьковского районов города, к Днепровскому району отошли Русановка, Соцгород, ДВРЗ и Старая Дарница. От Днепровского в новосозданный Ватутинский район отошли Лесной массив, Быковня, Куликово, Вигуровщина-Троещина.
Во время административно-территориальной реформы города 2001 года территория района претерпела определённые изменения, в частности, в состав района отошла территория севернее железной дороги Киев-Нежин, в том числе Березняки и Лиски.

## География
С западной стороны район граничит с правым берегом Днепра, с северной стороны ограничен проспектом Романа Шухевича, с восточной стороны улицей Братиславской, а с юга железной дорогой нежинского направления.
В Днепровский район входят киевские местности Радужный массив, Воскресенка, Труханов остров, Гидропарк, Левобережный массив, Никольская слободка, Северо-Броварский массив, Соцгород, Русановка, Березняки, Старая Дарница, Новая Дарница, Лиски и ДВРЗ.

## Население

### Языковой состав
Родной язык населения по данным переписи 2001 года:
| Язык       | Численность, чел. | Доля     |
| ---------- | ----------------- | -------- |
| Украинский | 236 342           | 71,90 %  |
| Русский    | 89 082            | 27,10 %  |
| Другое     | 3301              | 1,00 %   |
| Итого      | 328 725           | 100,00 % |

## Экономика
В 1980 году было завершено строительство гостиницы «Братислава».